# Jabal ‘Atāqah
Jabal ‘Atāqah är en bergskedja i Egypten.   Den ligger i guvernementet Suez, i den nordöstra delen av landet, 100 km öster om huvudstaden Kairo.